# 1996 SS6
1996 SS6 är en asteroid i huvudbältet som upptäcktes den 21 september 1996 av Beijing Schmidt CCD Asteroid Program vid Xinglong-observatoriet.
Asteroiden har en diameter på ungefär 7 kilometer och den tillhör asteroidgruppen Koronis.